# Acosmetoptera apimacula
Acosmetoptera apimacula är en fjärilsart som beskrevs av De Lajonquière 1970. Acosmetoptera apimacula ingår i släktet Acosmetoptera och familjen ädelspinnare. Inga underarter finns listade i Catalogue of Life.